# Bimba libre/Klammern an den Zähnen
Bimba libre/Klammern an den Zähnen è un singolo del gruppo musicale italiano La Rappresentante di Lista, pubblicato il 25 febbraio 2014 come secondo estratto dal primo album in studio (Per la) via di casa.

## Tracce
Testi e musiche di Veronica Lucchesi e Dario Mangiaracina.
1. Bimba libre – 2:15
2. Klammern an den Zähnen – 2:40

## Formazione
Gruppo
- Veronica Lucchesi – voce, percussioni, strumenti giocattolo
- Dario Mangiaracina – guitalele, chitarra elettrica ed acustica fisarmonica, voce

Altri musicisti
- Banda alle Ciance – fiati e percussioni (traccia 1)
  - Alessandro Mattina – tromba
  - Pietro Finocchiaro – tromba
  - Antonio Bonomolo – trombone
  - Giuseppe Durante – basso tuba
  - Alberto Maggiore – piatti
  - Dario Bellomia – rullante
- Simona Norato – pianoforte (traccia 2)

Produzione
- Roberto Cammarata – produzione artistica, registrazione, missaggio
- La Rappresentante di Lista – produzione artistica
- Francesco Vitaliti – missaggio
- Hannes Jaeckl – mastering